# Saint-Aubin-sur-Scie
Saint-Aubin-sur-Scie ist eine französische Gemeinde mit 1215 Einwohnern (Stand 1. Januar 2022) im Département Seine-Maritime in der Region Normandie. Sie gehört zum Arrondissement Dieppe und zum Kanton Dieppe-1.
Auf dem Gebiet der Gemeinde liegt der kleine Flugplatz von Dieppe.
| Bevölkerungsentwicklung | Bevölkerungsentwicklung | Bevölkerungsentwicklung | Bevölkerungsentwicklung | Bevölkerungsentwicklung | Bevölkerungsentwicklung | Bevölkerungsentwicklung | Bevölkerungsentwicklung |
| ----------------------- | ----------------------- | ----------------------- | ----------------------- | ----------------------- | ----------------------- | ----------------------- | ----------------------- |
| Jahr                    | 1968                    | 1975                    | 1982                    | 1990                    | 1999                    | 2009                    |                         |
| Einwohner               | 861                     | 966                     | 1087                    | 1111                    | 1121                    | 1153                    |                         |